# Tel Quel
Tel Quel („Takový, jaký je“) byl vlivný francouzský literární časopis.
Založili ho Philippe Sollers, Jean-Edern Hallier a Pierre-André Boutang v roce 1958 v pařížském Hôtel Pont Royal. První číslo vyšlo v lednu 1960. Název časopisu je citátem z Friedricha Nietzscheho. Časopis vydávalo pařížské nakladatelství Éditions du Seuil. Do redakčního okruhu patřili Jean Thibaudeau, Julia Kristeva, Michel Deguy nebo Jean Ricardou. Kolem časopisu se zformovalo silné intelektuální hnutí navazující na strukturalismus, ovlivněné rovněž psychoanalýzou a dekonstrukcí. V časopise byly publikovány texty Michela Foucaulta, Rolanda Barthese, Francise Pongeho, Virginie Woolfové, Tzvetana Todorova, Claude Simona, Nathalie Sarrautové a Umberta Eca.
Zpočátku byl časopis politicky neutrální, pod vlivem alžírské války a vietnamské války se přimkl k Parti communiste français. V roce 1971 se redaktoři se stranou rozešli a začali podporovat maoismus, později část z nich Čínu i osobně navštívila, avšak po smrti Mao Ce-tunga časopis maoistickou orientaci opustil.
Revue Tel Quel přestala vycházet v roce 1982. Částečně na ni navázal časopis L’Infini, který založil Philippe Sollers v roce 1983.